# ペーイオ
ペーイオ（イタリア語: Peio）は、イタリア共和国トレンティーノ＝アルト・アディジェ州トレント自治県にある、人口約1,800人の基礎自治体（コムーネ）。

## 地理

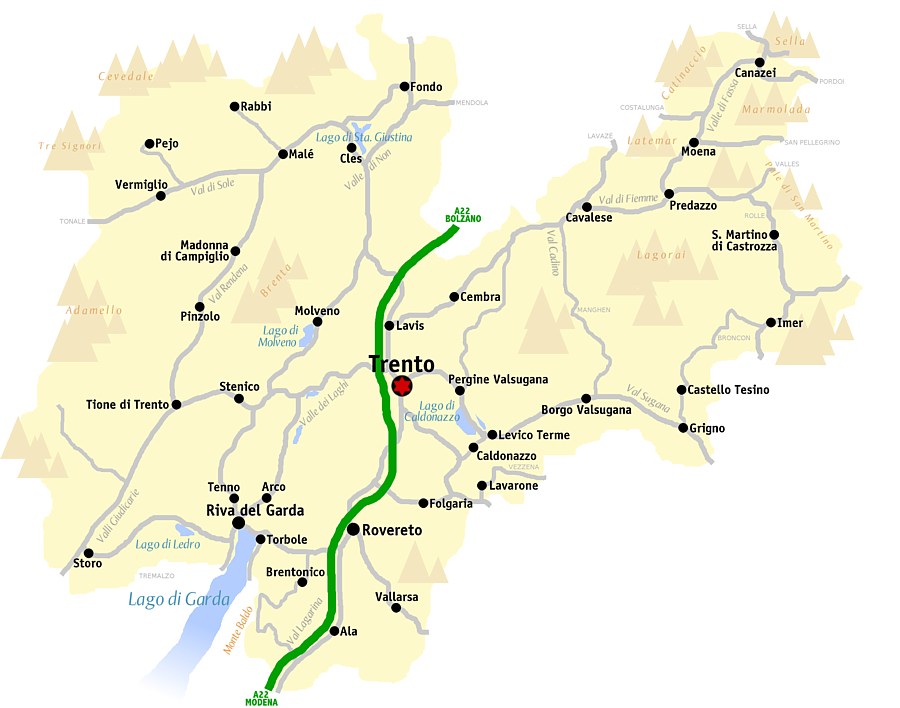
トレント県概略図

### 位置・広がり
トレント自治県北西部、ヴァル・ディ・ソーレのコムーネで、ノーチェ川 (it) の最上流に位置する。ヴァル・ディ・ソーレの中心地であるマレから西へ18km、県都トレントから北西へ47kmの距離にある。

#### 隣接コムーネ
隣接するコムーネは以下の通り。括弧内のBZはボルツァーノ自治県、BSはブレシア県、SOはソンドリオ県所属を示す。
| - マルテッロ (BZ) - オッサーナ - ペッリッツァーノ - ポンテ・ディ・レーニョ (BS) - ラッビ - ヴァルフルヴァ (SO) - ヴェルミーリオ |

町域内にペッリッツァーノの飛地を内包している。

## 行政

### 分離集落
ペーイオには、以下の分離集落（フラツィオーネ）がある。
- Cogolo (sede comunale), Celentino, Celledizzo, Comasine, Peio

### Comunita di valle
トレント自治県が設置した広域行政組織 Comunita di valle 「ヴァル・ディ・ソーレ」 (it:Comunita della Val di Sole) （事務所所在地: マレ）に属する。

## 住民

### 言語
| 少数言語話者の割合（2011年） | 少数言語話者の割合（2011年） | 少数言語話者の割合（2011年） | 少数言語話者の割合（2011年） | 少数言語話者の割合（2011年） |
| ---------------------------- | ---------------------------- | ---------------------------- | ---------------------------- | ---------------------------- |
|                              |                              |                              |                              |                              |
| ラディン語                   | ラディン語                   |                              | 1.6%                         | 1.6%                         |
| モケーニ語                   | モケーニ語                   |                              | 0.0%                         | 0.0%                         |
| チンブロ語                   | チンブロ語                   |                              | 0.0%                         | 0.0%                         |

2011年10月9日に行われた国勢調査によれば、住民1893人中30人（1.6%）がラディン語話者であった。